# Skeyes

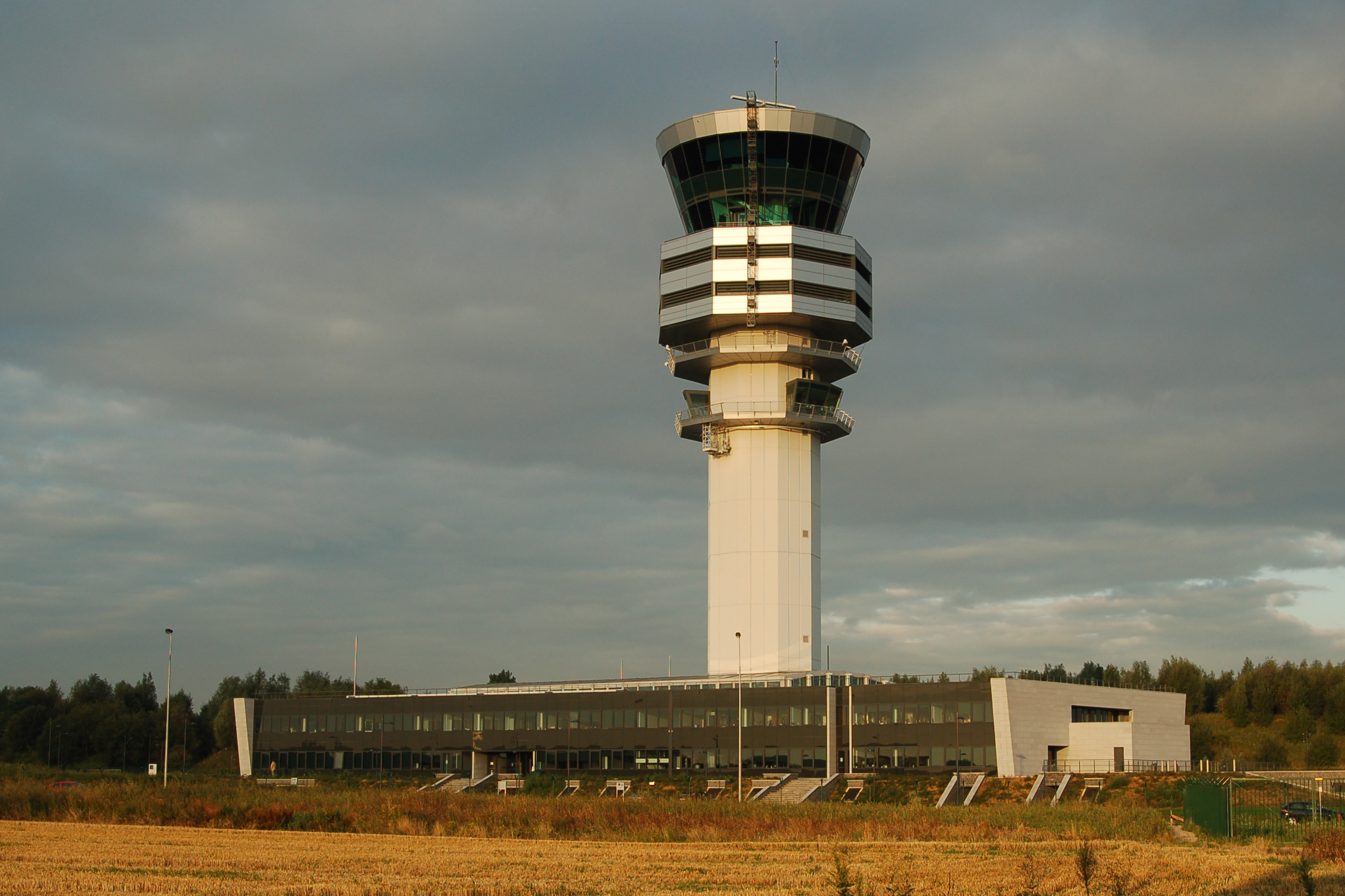
Controletoren Brussel-Nationaal (Luchthaven Zaventem), in Steenokkerzeel

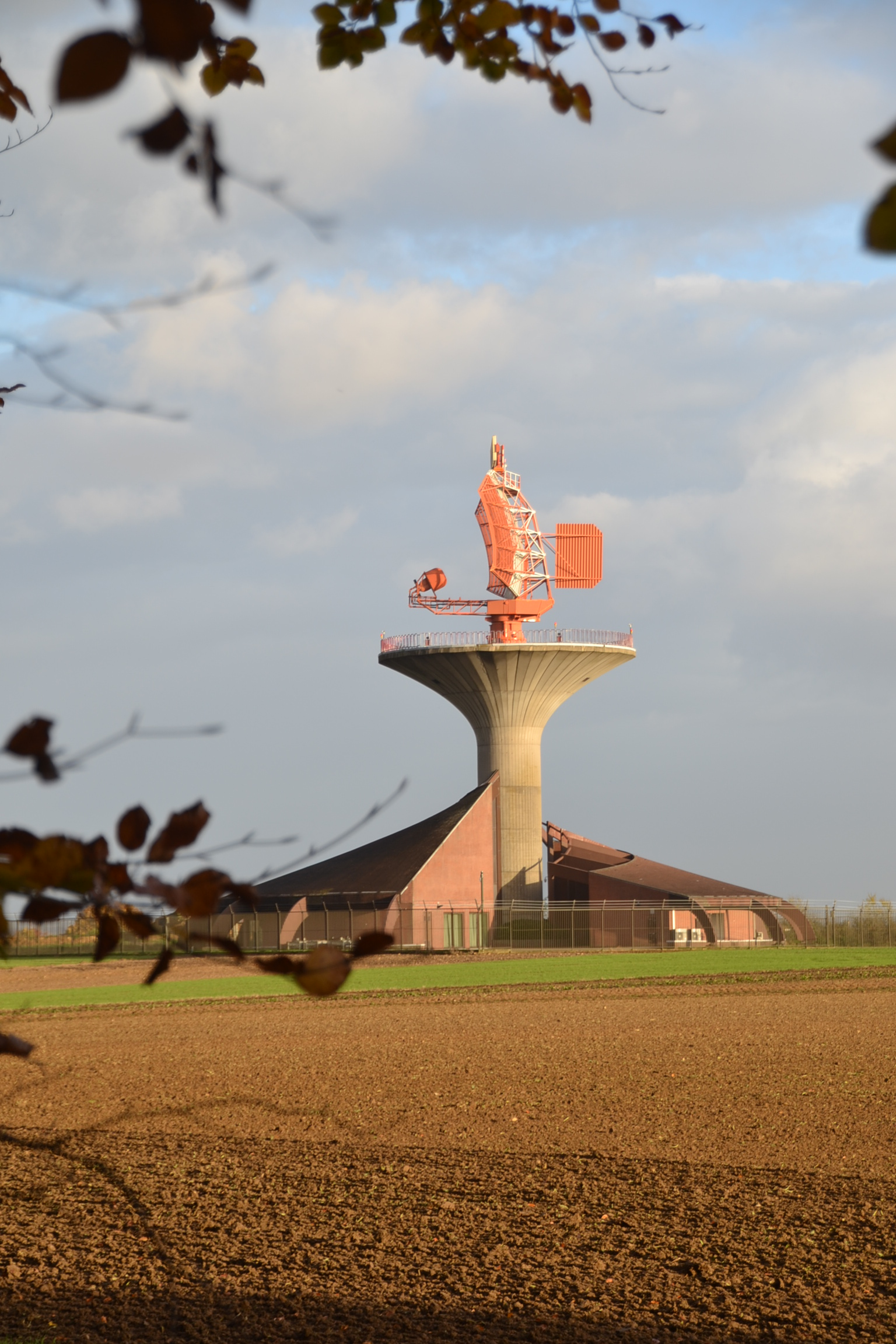
Radarinstallatie bij Bertem

Skeyes, officieel benoemd als Regie der Luchtwegen, tot 2018 gekend als Belgocontrol, is in België het autonoom overheidsbedrijf dat belast is met de luchtverkeersleiding, opleiding van operationeel (luchtverkeersleiders) en technisch personeel, en installatie en onderhoud van infrastructuur voor de luchtvaart.
Haar taak als luchtverkeersleiding bestaat voornamelijk uit het waarborgen van de veiligheid in het Belgisch luchtruim en op de openbare luchthavens, en de bewegingen controleren op en rond de nationale luchthaven Brussels Airport. Verder verschaft Skeyes de nodige inlichtingen over het luchtverkeer aan de overheidsdiensten (politie, luchthaveninspectie en luchtvaartdiensten), alsook bepaalde weerkundige informatie.
Knowhow, materiaal en infrastructuur op dat gebied werden aanvankelijk gegenereerd en bijeengebracht onder de Regie der Luchtwegen, een parastatale van het ministerie van Verkeer die kort na WOII werd opgericht en tot 1998 is blijven functioneren.
Het is de Belgische evenknie van de LVNL in Nederland. Skeyes en LVNL zijn lid van CANSO.
Het operationeel centrum van skeyes bevindt zich in CANAC in Steenokkerzeel.
Een deel van de bevoegdheid en middelen werden ook doorgegeven aan Eurocontrol, zoals het luchtruim boven vliegniveau FL245.

## Geschiedenis
De parastatale Regie der Luchtwegen (RLW) werd op 20 november 1946 opgericht. Op 11 december 1987 richtte de RLW samen met verscheidene grote banken en krediet- en verzekeringsinstellingen de nv Brussels Airport Terminal Company (BATC) op. Deze was voor 47,50% in handen van de RLW en voor 52,50% van haar privépartners. De RLW werd verantwoordelijk voor de verkeersleiding, de landingsbanen en het beheer van de terminal. De exploitatie van de terminal (parking, inscheping, horeca, winkels) kwam in handen van BATC. De splitsing bleek inefficiënt te zijn en leidde tot conflicten, waardoor RLW en BATC in 1998 samensmolten tot Brussels International Airport Company (BIAC). De federale overheid werd met ongeveer 63,6% hoofdaandeelhouder. RLW werd omgevormd tot luchtverkeersleider Belgocontrol, een autonoom overheidsbedrijf.
Sinds november 2018 wordt het handelsmerk Skeyes gebruikt.

## Bestuur
| Periode      | Voorzitter                  |
| ------------ | --------------------------- |
| 1998 - 2002  | Bernard Martens             |
| 2002 - 2013  | Karel Lodewijk van Arenberg |
| 2013 - 2021  | Renaud Lorand               |
| 2021 - heden | Laurent Vrijdaghs           |

| Periode      | CEO                |
| ------------ | ------------------ |
| 1990 - 1998  | Eric Kirsch        |
| 1998 - 2013  | Jean-Claude Tintin |
| 2013 - heden | Johan Decuyper     |